# Камінне (Івано-Франківський район)
Кáмінне (до 1994 р. назва Кáмінна) — село Івано-Франківського району (до 2020 року - Надвірняського району) Івано-Франківської області. Засноване 1251 року. Входить до складу Івано-Франківської міської громади.

## Археологія
На території Камінної виявлено могильник з 27 курганів карпатської культури.

## Історія
За даними облуправління МГБ у 1949 р. в Ланчинському районі підпілля ОУН найактивнішим було в селі Камінне.

## Населення

### Мова
Розподіл населення за рідною мовою за даними перепису 2001 року:
| Мова       | Кількість | Відсоток |
| ---------- | --------- | -------- |
| українська | 1103      | 99.64%   |
| російська  | 3         | 0.27%    |
| румунська  | 1         | 0.09%    |
| Усього     | 1107      | 100%     |

## Сучасність
У селі є загальноосвітня школа I–II ступенів (директор — Тарас Михайлович Стасишин, 23.08.1958 р.н., на цій посаді працює з 2006 року), клуб, бібліотека, фельдшерсько-акушерський пункт, краєзнавчий музей, 4 магазини, бар, дорога (з дефіцитом асфальту). Село газифіковане і електрифіковане, із вуличним освітленням, є WI-FI в сільській раді та жителів села.
Село досить мальовниче із цікавою історією та культурою, знаходиться в центрі Галичини.

## Церкви
- ПЦУ: церква Різдва Пресвятої Богородиці,

о. Іван Микицей (*15.01.1967 р. м. Богородчани) 1992-1995
о. Михайло Слободян (*25.06.1969 с. Чорнолізці) 1995-1999
о. Любомир Медвідь 1999-2001
о. Василь Михайлович Мельник (*26.02.1980 р. н. с. Чорнолізці)  2001-2004 
о. Василь Федорович Мельник (*26.02.1980 р. н. с. Чорнолізці) 2004-2017
о. Богдан Юречко (*16 .03.1962 р. н. с. Чорнолізці) 2017-2021
о. Василь Амброзяк з 2021 р.
- УГКЦ: церква Святої Параскеви, 1700 р. Пам'ятка архітектури №857/1.

4 листопада 2012 р. у с.Камінне Тисменичанського деканату відбулося освячення новозбудованого храму Пресвятого Серця Христового. Преосвященний Кир Микола (Сімкайло) єпарх Коломийсько-Чернівецький освятив святиню в присутності 22 священиків, пароха о. Володимира Найди та великого числа вірних.
Будівництво церкви тривало з 2003р., розпочалося за служіння о. Івана Качанюка.
Настоятель отець Володимир Найда.
Сотрудник отець Дмитро Мішко.

## Відомі люди
В селі народилися:
- заслужений артист України Володимир Максимович Пушкар;
- Прокопів Петро Микитович - графік, живописець, майстер екслібрису, художник-монументаліст[3].

З села походить відомий швейцарський журналіст, письменник, художник та фотограф Любомир Т. Винник. На даний момент мешкає у Швейцарії.